# Municipalità distrettuale di Sedibeng
La municipalità distrettuale di Sedibeng (in inglese Sedibeng District Municipality) è un distretto della provincia di Gauteng e il suo codice di distretto è DC42.
La sede amministrativa e legislativa è la città di Vereeniging e il suo territorio si estende su una superficie di 4.200 km².

## Geografia fisica

### Confini
La  municipalità distrettuale di Sedibeng confina a nord e a ovest con quella di West Rand, a est e a sud con quella di Gert Sibande (Mpumalanga), a sud con quella di Fezile Dabi (Free State), a nord con quella di Nkangala (Mpumalanga), a ovest con quella di Dr Kenneth Kaunda (Nordovest) e a nord con i municipi metropolitani di Johannesburg e Ekurhuleni.

### Suddivisione amministrativa
Il distretto è suddiviso in 3 municipalità locali:
- Emfuleni
- Midvaal
- Lesedi